# Equivocada
Equivocada este primul single al Thaliei, extras de pe albumul Primera Fila.